# Trolleybus de San Francisco
Le réseau de trolleybus de San Francisco est l'un des systèmes de transport en commun desservant la ville de San Francisco, dans l'État de Californie, aux États-Unis.
La mise en service de la première ligne de trolleybus date de 1935. Il est actuellement un des cinq réseaux de trolleybus subsistant aux États-Unis.

## Réseau actuel

### Aperçu général
Le réseau compte les lignes suivantes :
| 1 California           | Drumm Street – California Street – 33rd Avenue/Geary                 |
| 2 Sutter               | Ferry Plaza — Sutter Street —Presidio Avenue                         |
| 3 Jackson (suspendu)   | Sutter Street – Jackson Street – Presidio Avenue                     |
| 5 Fulton               | Transbay Terminal – Fulton Street – La Playa/Ocean Beach             |
| 5R Fulton Rapid        | Transbay Terminal – Fulton Street – La Playa/Ocean Beach             |
| 6 Haight-Parnassus     | Ferry Plaza – Parnassus Street – Quintara Street                     |
| 14 Mission             | Ferry Plaza – Mission Street – San Jose Avenue/Daly City             |
| 21 Hayes               | Hayes Street – Stanyan/Fulton                                        |
| 22 Fillmore            | 3rd St./20th – Fillmore Street – Marina Boulevard                    |
| 24 Divisadero          | Jackson Street – Divisadero Street – Oakdale/Palou/3rd Street        |
| 30 Stockton            | Caltrain Depot – Stockton Street – Jefferson/Beach                   |
| 31 Balboa              | Ferry Plaza – Balboa Street – La Playa/Ocean Beach                   |
| 33 Ashbury-18th Street | Maple Street – Stanyan Street – Potrero/25th Street                  |
| 41 Union (suspendu)    | Main Street – Union Street – Lyon/Greenwich                          |
| 45 Union-Stockton      | Lyon Street – Union Street – Stockton Street – Caltrain Depot        |
| 49 Van Ness-Mission    | North Point Street – Van Ness Avenue – Mission Street – City College |

### Matériel roulant
Le réseau de trolleybus de la ville compte 361 véhicules.
| Numéros   | Nombre | Constructeur                                   | Équipement électrique | Modèle No. | Type     | Années de construction |
| --------- | ------ | ---------------------------------------------- | --------------------- | ---------- | -------- | ---------------------- |
| 5401–5640 | 240    | Electric Transit, Inc. (ETI) (Škoda/AAI Corp.) | Vossloh Kiepe         | 14TrSF     | Standard | 1999–2003              |
| 7001–7059 | 28     | New Flyer                                      | General Electric      | E60        | Articulé | 1993–1994              |
| 7101–7133 | 33     | Electric Transit Inc. (ETI)                    | Vossloh Kiepe         | 15TrSF     | Articulé | 2003                   |
| 7201-7260 | 60     | New Flyer                                      | Vossloh Kiepe         | XT60       | Articulé | 2015                   |